# Chrysoprasis suturalis
Chrysoprasis suturalis là một loài bọ cánh cứng trong họ Cerambycidae.